# Tipula indifferens
Tipula indifferens är en tvåvingeart som beskrevs av Alexander 1935. Tipula indifferens ingår i släktet Tipula och familjen storharkrankar. Inga underarter finns listade i Catalogue of Life.